# Saas im Prättigau
Saas im Prättigau, im walserdeutschen Ortsdialekt [sɑːs], rätoromanisch Sauschⓘ, ist eine Fraktion der Gemeinde Klosters im Schweizer Kanton Graubünden. Bis Ende 2015 bildete sie eine selbständige politische Gemeinde.

## Geographie

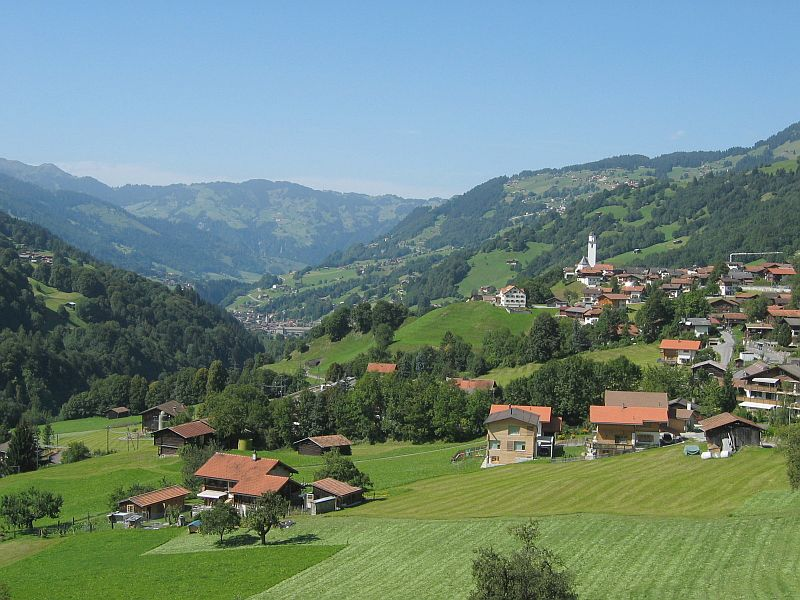
Blick von Osten ins Prättigau mit Saas

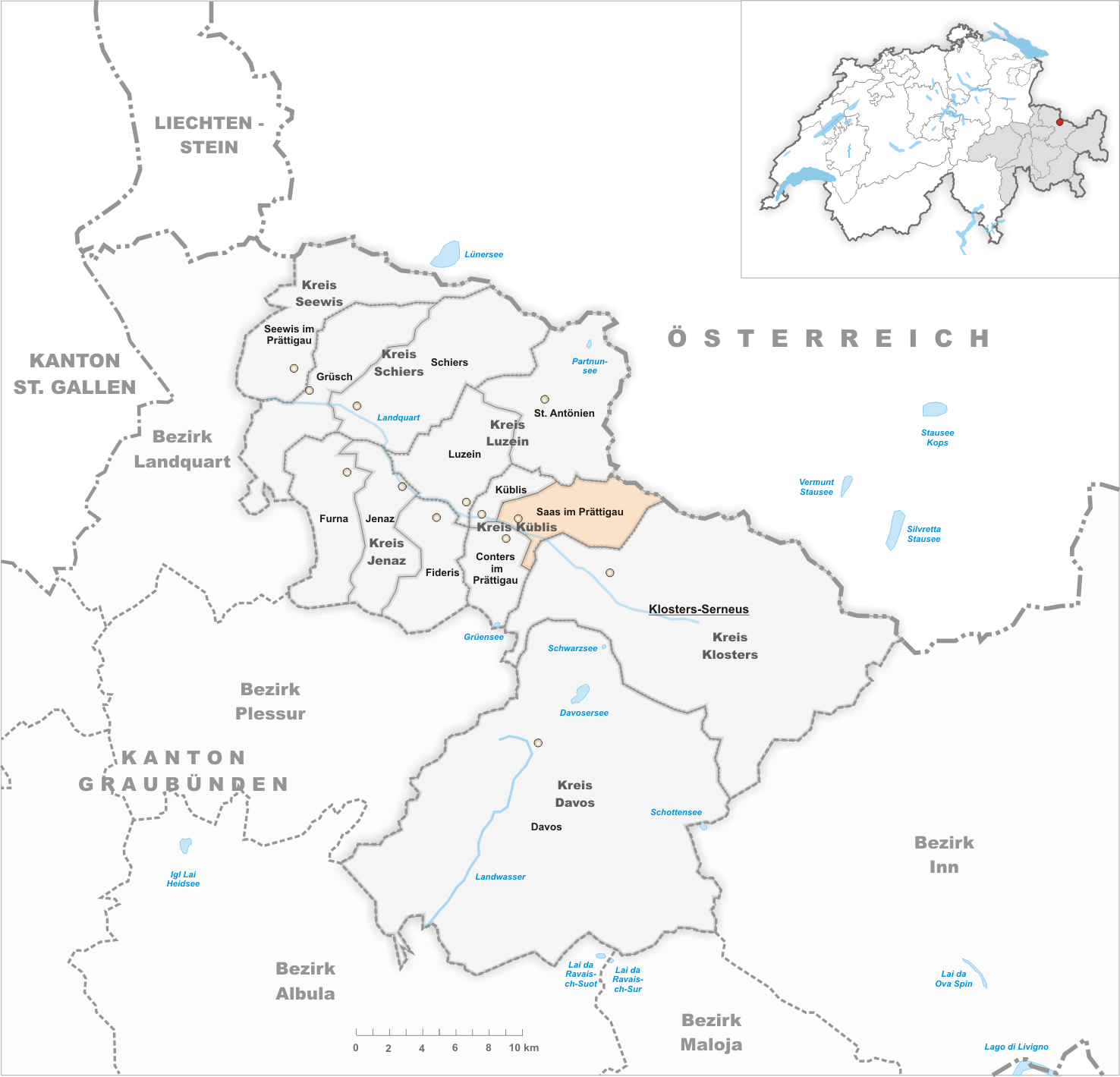
Gemeindestand vor der Fusion am 1. Januar 2016

Luftbild von Werner Friedli von 1954

Saas liegt auf der nördlichen Talseite des mittleren Prättigaus am Rand der bekannten Tourismusregion Klosters/Davos, etwa zehn Kilometer nordwestlich von Klosters.
Das Territorium erstreckt sich von der Landquart über den von Wald, Wiesen und Weiden eingenommenen Hang bis zu den Gipfeln des Rätikons. Südlich des Grates, der vom vorgelagerten Saaser Calanda (2556 m ü. M.) über das Rätschenhorn (2703 m) zum Madrisahorn (2826 m, höchster Punkt der Gemeinde) zieht, liegen die ausgedehnten Alpweiden der Saaser Alp. Zwischen Madrisa und Schlappiner Spitz (2442 m), dem Auftakt zur Silvretta, grenzt das Gemeindegebiet auf rund 4 km Länge an Österreich.
Südlich der Landquart besitzt Saas nur einen schmalen Streifen, den Enthalbwald, welcher zwischen Casolf- und Cunterluzitobel bis auf knapp 1500 m ü. M. reicht.
Zur Fraktion gehören neben dem auf einer Geländeterrasse rund 100 m über der Landquart gelegenen Strassendorf Saas auch eine Reihe von Einzelgehöften und Maiensässen.
| Luzein               | St. Antönien | Österreich |
| Küblis               |              | Klosters   |
| Conters im Prättigau | Klosters     | Klosters   |

## Geschichte
Der Name des 1393 als Sausch (nach anderen, nicht verifizierbaren Quellen um 1290 als Säusch) erstmals erwähnten Orts geht laut Rätischem Namenbuch auf lateinisch salsus ‘gesalzen’ oder salsa ‘Salzbrühe’ zurück. Letzteres bezeichnet in Ortsnamen sowohl wasserzügige, saure Wiesen als auch salzhaltige Mineralquellen oder Bäche; beide Deutungen können auf Saas im Prättigau zutreffen.
Um 1290 wurde die St. Laurentiuskirche erwähnt. Anfang des 16. Jahrhunderts wurde die Kirche neu gebaut, 1735 teilweise zerstört. Das Kollaturrecht lag ursprünglich wohl bei den Freiherren von Vaz, ab 1338 bei den Grafen von Toggenburg. 1482 wurde die Kirche dem Kloster St. Jakob in Klosters inkorporiert.
Saas gehörte in den Drei Bünden als Nachbarschaft des Gerichts Klosters (Ausserschnitz zusammen mit Küblis, Conters und St. Antönien links des Schanielabachs) zum 1436 beschlossenen Zehngerichtenbund.
Im 14. und 15. Jahrhundert erfolgte durch Zuwanderung von Walsern aus Klosters und St. Antönien die Germanisierung. 1526 wurde Saas reformiert. Am 5. September 1622 endete der Aufstand der Prättigauer gegen die österreichische Herrschaft mit einer Niederlage bei Aquasana am Saaser Mülitobel. Auf einer Wiese bei Raschnal wurden die Saaser trotz heldenhafter Gegenwehr von der grossen Menge der Feinde geschlagen. 1649 konnte sich die Talschaft von Habsburg loskaufen.
Bis Mitte des 20. Jahrhunderts herrschte die Viehzucht als Haupterwerbszweig mit ausgedehnten Weideplätze auf den Saaser- oder Albeiner-Alpen und am Oberberg vor. Am 25. Januar 1689 zerstörten zwei verheerende Lawinen das Dorf und den Hang Raschnal, wobei 77 Personen in 26 Häusern und insgesamt 166 Gebäude verschüttet und zerstört wurden, daneben aber auch rund 300 Stück Vieh verloren gingen. 1931 zerstörten grosse Erdbewegung den Hang Rufineta. Umfangreiche Lawinen-, Wildbach- und Rüfenverbauungen versuchen seit 1970, solche Tragödien zu verhindern.
Saas im Prättigau entwickelte sich nach dem Zweiten Weltkrieg im Sog von Klosters zum Ferienort. Nach 1989 war eine sehr starke Bautätigkeit zu beobachten. Wirtschaftliche Bedeutung hat die Saaser Alp als Ski- und Wandergebiet Madrisa. Saas war bis zur Eröffnung der Umfahrung Klosters 2011 durch den Durchgangsverkehr auf der Prättigauer Strasse stark belastet. 2005 stellte der erste Sektor 33 Prozent, der dritte Sektor 42 Prozent der Arbeitsplätze.
Am 14. Juni 2015 stimmten die Stimmberechtigten der beiden Gemeinden Saas im Prättigau und Klosters-Serneus einer Eingemeindung von Saas im Prättigau in die Gemeinde Klosters-Serneus auf den 1. Januar 2016 zu.

## Wappen
| Wappen von Saas im Prättigau | Blasonierung: «In Gold ein naturfarbener Wilder Mann mit geschulterter grüner Keule» |
| Wappen von Saas im Prättigau | Übernahme des in Siegeln des Zehngerichtenbundes und des Gerichts Klosters seit dem 16. Jahrhundert verwendeten Motivs ins Wappen; zur Unterscheidung von ähnlichen Wappen wird die Figur nur mit geschulterter Keule dargestellt. |

## Bevölkerung
| Bevölkerungsentwicklung | Bevölkerungsentwicklung | Bevölkerungsentwicklung | Bevölkerungsentwicklung | Bevölkerungsentwicklung | Bevölkerungsentwicklung | Bevölkerungsentwicklung | Bevölkerungsentwicklung |
| ----------------------- | ----------------------- | ----------------------- | ----------------------- | ----------------------- | ----------------------- | ----------------------- | ----------------------- |
| Jahr                    | 1838                    | 1850                    | 1888                    | 1900                    | 1950                    | 2000                    | 2015                    |
| Einwohner               | 684                     | 469                     | 657                     | 431                     | 544                     | 733                     | 729                     |

## Wirtschaft und Verkehr

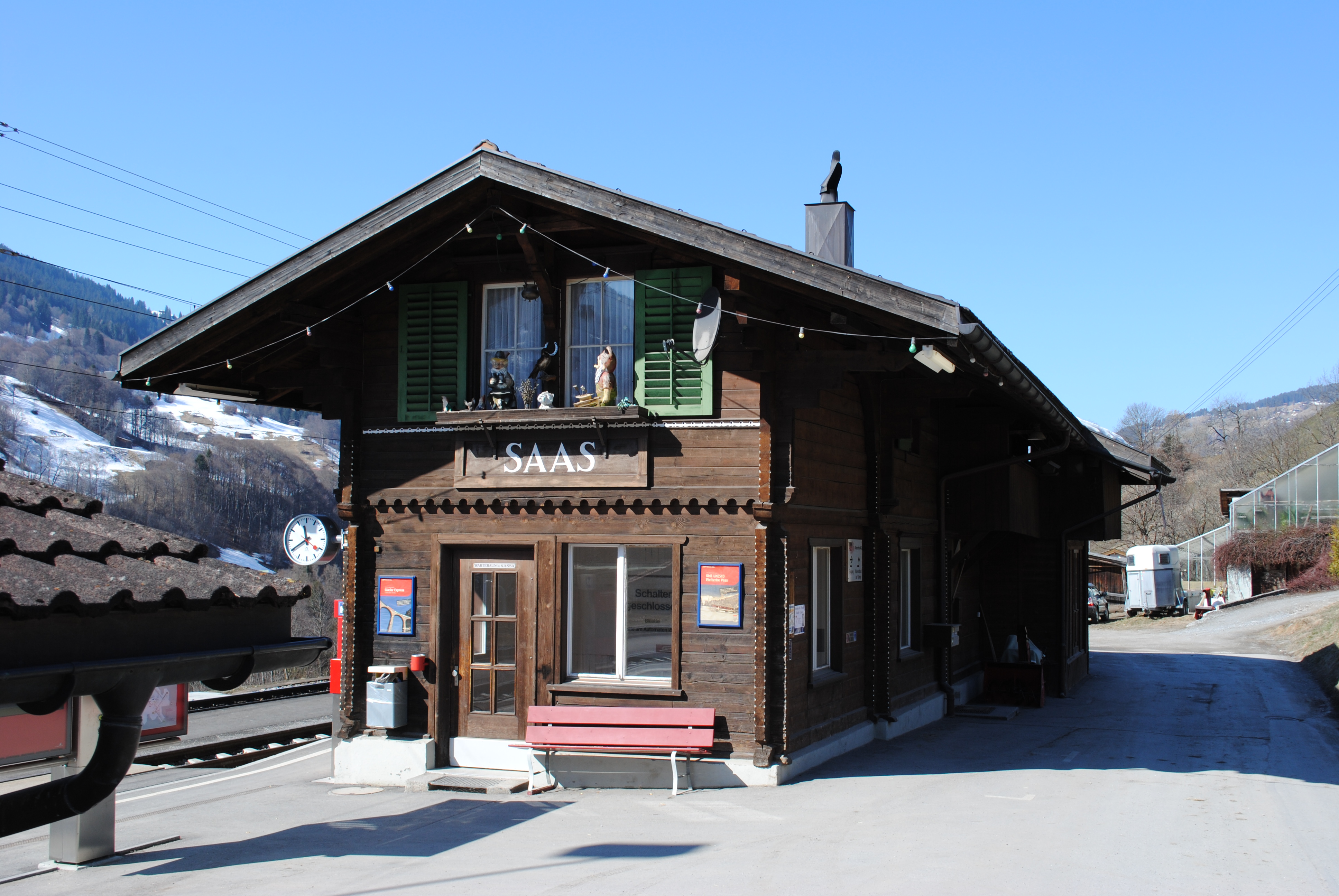
Bahnstation Saas

Die zum Nationalstrassennetz gehörende Hauptstrasse 28 (genannt Prättigauerstrasse) verläuft seit dem 21. Oktober 2011 über die neueröffnete Umfahrung statt wie bisher quer durch das Dorf. Als eine der Hauptachsen zwischen Rheintal und Klosters/Davos/Engadin ist sie eine vielbefahrene Verbindung. Saas ist nun mittels zwei Anschlüssen im Saaser-Stutz von Küblis und in Serneus-Pagrüeg von Klosters her zu erreichen.
Die Gemeinde besitzt seit 1889 eine Bahnstation an der Linie Landquart–Klosters (Rhätische Bahn). Nachdem die Station seit 1999 nur noch sporadisch bedient wurde, halten seit 2004 wieder Züge im Stundentakt. Zusätzlich verkehrt die Autobuslinie Küblis–Saas–Klosters.
Auf Saaser Territorium liegen die Bergstation der Gondelbahn Klosters–Madrisa und ein grosser Teil des gleichnamigen Skigebiets. Im Dorf gibt es zwei Hotels und drei Gasthäuser (Stand 2020) sowie rund 25 Ferienwohnungen. Neben dem Skisport bieten sich Möglichkeiten zum Wandern, Schneeschuhwandern und Schlitteln (Schlittelbahn Madrisa–Saas, 8,6 km).

## Sehenswürdigkeiten

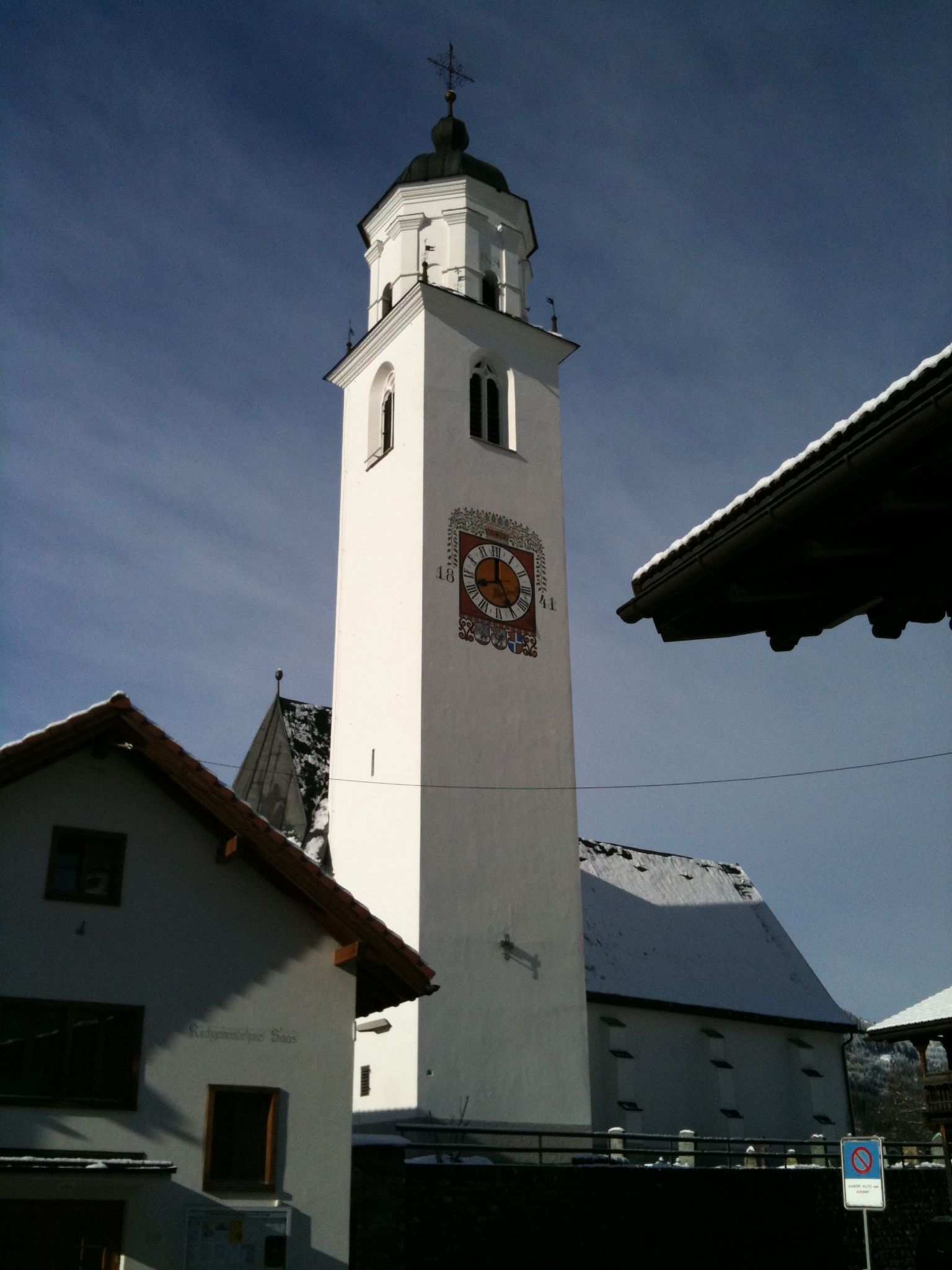
Turm der reformierten Kirche

Der Dorfkern besteht grösstenteils aus stattlichen Holzhäusern, die nach dem Dorfbrand 1735 neu errichtet wurden. Die reformierte Dorfkirche stammt aus der Zeit der Spätgotik (Netzgewölbe und Masswerkfenster im Chor), die Haube des weithin sichtbaren Turms ebenfalls von 1735.
Mitten im Dorf steht an der Kantonsstrasse seit 1915 ein Denkmal, das an die Schlacht bei Aquasana von 1622 erinnert. Das Denkmal wurde in kapellenähnlicher Form errichtet und beherbergt im Innern eine Eiche und ein Schlachtenbild von Christian Conradin im Stil Ferdinand Hodlers.

## Persönlichkeiten
- Anita Hansemann (1962–2019), Autorin